# Aethria haemorrhoidalis
Aethria haemorrhoidalis là một loài bướm đêm thuộc phân họ Arctiinae, họ Erebidae.